# Louis-Abel Beffroy de Reigny

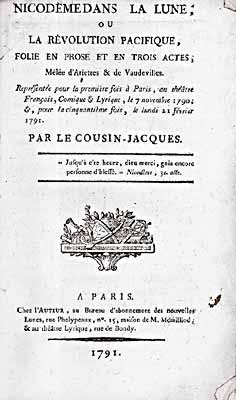
Nicodème dans la lune

Louis-Abel Beffroy de Reigny, sein Pseudonym „Cousin Jacques“ (* 6. November 1757 in Laon; † 1. Dezember 1811 in Paris) war ein französischer Dramatiker, satirischer Dichter und Journalist. Seine Zeitgenossen nannten ihn „Le poète comique de la Révolution“.

## Leben
Beffroy de Reigny besuchte das College Louis le Grand in Paris. Dort hatte er als Mitschüler Robespierre und Camille Desmoulins. Zunächst war er Lehrer in verschiedenen Städten in der Provinz. Er heiratete 1780 und gab das Lehramt auf, um sich dem Journalismus zu widmen, schrieb satirische Gedichte und Possen für das Theater.
Beim Sturm auf die Bastille befand er sich vor Ort und sammelte die Eindrücke und Reaktionen der Teilnehmer. Noch am gleichen Tag wurde sein Text im Rathaus öffentlich vorgelesen und kurz danach gedruckt. Als er jedoch 1793 seine Verfassung des Mondes veröffentlichte, war der Unterschied zwischen diesem „politischen und moralischen Traum“ und der Realität des herrschenden Terrors derart groß, dass die Revolutionsbehörden ihn verhaften ließen. Es war dem Einfluss seines Bruders, Louis-Etienne Beffroy, Staatsanwalt von Laon und Konventsabgeordneter, zu verdanken, dass er bald wieder freigelassen wurde.
Auf dem Theater war sein größter Erfolg „Nicodème auf dem Mond oder die friedliche Revolution, Prosa-Groteske in drei Akten, nebst Arietten und Vaudevilles“. Die Premiere fand im November 1790 statt. Zwei Dorfbewohner, Fréro und Lolotte, beklagen sich über die Tyrannei, die in der Mondregierung herrsche. Da kommt ein Luftfahrtreisender, Nicodème, hinzu und preist dem Mondkaiser die Wohltaten der Revolution an, die gerade in dem fernen Lande Frankreich stattgefunden hat. Das Stück wurde ohne Unterbrechung bis April 1792 aufgeführt und 1797 erneut wieder aufgenommen. Ein weiteres seiner Stücke, „Klub der braven Leute“, Erstaufführung 1791, war ebenfalls sehr erfolgreich und beliebt.
Doch dann gelingt es ihm nicht mehr an seine Erfolge anzuknüpfen und die phantastischen Komödien, die er weiterhin schreibt, werden von der Kritik verrissen und das Publikum wendet sich ab.
In seinem Dictionnaire néologique des hommes et des choses vereinte Beffroy de Reigny biographische Notizen über seine Zeitgenossen und Artikel über neue Worte und gesellschaftliche Normen, die während der Revolution entstanden waren. Nach den drei Bänden, die 1799 erschienen waren, verbot die Zensur die weitere Veröffentlichung. Sein letztes Stück Le Bonhomme (Der brave Kerl), erschien im Dezember des gleichen Jahres und war ein Misserfolg. Der Autor zog sich daraufhin zurück und veröffentlichte 1803 nur noch eine letzte Zusammenstellung seiner Gedichte und Lieder.

## Werke
Theater
- Compliment 1781. Paris, Théâtre de l’Hôtel de Bourgogne, 16. August 1781.
- Les Ailes de l’amour, comédie en 1 acte en vers et en vaudevilles mêlée d'airs nouveaux. Paris, Théâtre Italien (salle Favart), 23. Mai 1786.
- Les Clefs du jardin, ou les Pots de fleurs, divertissement en vers et en vaudevilles. Paris, Théâtre Italien (salle Favart), 24. März 1787.
- La Fin du bail, ou le Repas des fermiers, divertissement en prose et en vaudevilles. Paris, Théâtre Italien (salle Favart), 8. März 1788.
- Sans adieu, compliment de clôture 1789. Paris, Théâtre Italien (salle Favart), 24. März 1789.
- La Couronne de fleurs, comédie en un acte et en vaudevilles. Paris, Théâtre Italien (salle Favart), 20. April 1789. Text online
- La Confédération du Parnasse. Paris, Théâtre des Beaujolais, 11. Juli 1790.
- Le Retour du Champ de Mars. Paris, Théâtre des Beaujolais, 25. Juli 1790.
- Nicodème dans la lune, ou la Révolution pacifique, folie en prose et en 3 actes, mêlée d'ariettes et de vaudevilles. Paris, Théâtre-Français, 7. November 1790. Neuausgabe: Nizet, Paris 1983. Text online
- L'Histoire universelle, comédie en vers et en 2 actes, mêlée de vaudevilles et d'airs nouveaux. Paris, Théâtre de Monsieur, 16. Dezember 1790.
- Le Club des bonnes-gens, ou la Réconciliation, comédie en vers et en 2 actes, mêlée de vaudevilles et d'airs nouveaux. Paris, Théâtre de Monsieur, 24. September 1791. Text online
- Les Deux Nicodèmes, ou Les Français sur la planète de Jupiter. Paris, Théâtre Feydeau, 21. November 1791.
- Allons, ça va, ou le Quaker en France, tableau patriotique en vers et en 1 acte. Paris, Théâtre Feydeau, 28. Oktober 1793. Text online
- Toute la Grèce, ou Ce que peut la liberté, tableau patriotique en un acte. Paris, Théâtre de la Porte Saint-Martin, 5. Januar 1794. Text online
- Le Compère Luc ou Les Dangers de l’ivrognerie. Paris, Théâtre Feydeau, 19. Februar 1794.
- La Petite Nannette, opéra-comique en 2 actes. Paris, Théâtre Feydeau, 7. Dezember 1796.
- Turlututu, empereur de l’Isle verte, folie, bêtise, farce ou parade, comme on voudra, en prose et en 3 actes. Paris, Théâtre de la Cité, 3. Juli 1797.
- Jean-Baptiste, opéra comique en prose et en 1 acte. Paris, Théâtre Feydeau, 1. Juni 1798.
- Un Rien, ou l’Habit de noces, folie épisodique en 1 acte et en prose, mêlée de vaudevilles et d'airs nouveaux. Paris, Théâtre de l’Ambigu-Comique, 7. Juni 1798.
- Le Grand Genre. Paris, Théâtre de l’Ambigu-Comique, 13. Januar 1799.
- Magdelon, comédie épisodique en prose et en 1 acte, mêlée d'ariettes. Paris, Théâtre Montansier, 4. Juni 1799.
- Émilie ou Les Caprices, comédie en vers et en 3 actes. Paris, Théâtre des Jeunes-Artistes, 9. Juli 1799.
- Les Deux Charbonniers, ou Les Contrastes, comédie en prose et en 2 actes mêlée d’ariettes. Paris, Théâtre Montansier, 24. August 1799.
- Le Bonhomme, ou Poulot et Fanchon. Paris, Théâtre Montansier, 11. Dezember 1799.

Poesie
- Les Petites Poésies d’Antoine Jacques, citoyen de la place Maubert (1782)
- Turlututu, ou la Science du bonheur, poème héroï-comique en vers et en huit chants, par le Cousin Jacques (1783)
- Hurluberlu, ou le Célibataire, poème demi-burlesque avec des airs nouveaux, en vers et en trois chants, par le Cousin Jacques, avec des notes de M. de Kerkorkurkayladeck (1783)
- Marlborough, poëme comique en prose rimée, par le Cousin-Jacques, avec des notes de M. de Kerkorkurkayladeck, gentilhomme bas-breton (1783)
- Les Petites-Maisons du Parnasse, ouvrage comico-littéraire d'un genre nouveau, en vers et en prose, par le Cousin Jacques, traduit de l’arabe, etc., et donné au public par un drôle de corps, avec des notes de Messire Ives de Kerkorkurkaïladek-Kakabek, seigneur de Konkalek, Kikokikar, et autres lieux (1783–84)
- Nouveau Te Deum en vers saphiques, avec des notes sur le Pape, sur le légal, sur le nouvel archevêque de Paris, sur les philosophes (1802)
- Les Soirées chantantes, ou le Chansonnier bourgeois, formé du choix de tous les vaudevilles, couplets, romances, rondes, scènes chantantes du Cousin-Jacques, recueil revu, épuré par l’auteur, avec les airs nouveaux notés (1803)

Journalistische und sonstige Arbeiten
- Le Cousin Jacques hors du Sallon, folie sans conséquence, à l’occasion des tableaux exposés au Louvre en 1787 (1787)
- Histoire de France pendant trois mois, ou Relation exacte, impartiale et suivie des événemens qui ont eu lieu à Paris, à Versailles et dans les provinces, depuis le 15 mai jusqu’au 15 août 1789, avec des anecdotes qui n’ont point encore été publiées et des réflexions sur l’état actuel de la France, et suivie d'une épître en vers à Louis XVI (1789)
- Précis exact de la prise de la Bastille rédigé sous les yeux des principaux acteurs qui ont joué un rôle dans cette expédition et lu le même jour à l’Hôtel-de-Ville (1789)
- Supplément nécessaire au Précis exact de la prise de la Bastille, avec des anecdotes curieuses sur le même sujet (1789). Text online
- Les Repentirs de l’année 1788, suivis de douze petites lettres, écrites a qui voudra les lire (1789)
- Le Lendemain, ou l’Esprit des feuilles de la veille (10. Oktober 1790–19. Juni 1791).
- Les Lunes du Cousin Jacques (1785–1787). Text online
- Courrier des planètes, ou Correspondance du Cousin Jacques avec le firmament, folie périodique dédiée à la Lune (1788–1790)
- Les Nouvelles Lunes du Cousin Jacques (1791)
- Almanach général de tous les spectacles de Paris et des provinces pour l’année 1791 [et 1792] par une société de gens de lettres et d’artistes (2 Bände, in Zusammenarbeit, 1792093)
- Ah ! sauvons la France, puisqu’on le peut encore, ou Plan de finances, simple, facile, prompt et moral dans son exécution, soumis à l’opinion publique par un citoyen de Paris, qui veut garder l’anonyme (1793). Text online
- La Constitution de la Lune, rêve politique et moral, par le Cousin-Jacques (1793). Text online
- Testament d’un électeur de Paris (1795)
- Dictionnaire néologique des hommes et des choses, ou Notice alphabétique des personnes des deux sexes, des événemens, des découvertes et des mots qui ont paru le plus remarquables à l’auteur, dans tout le cours de la Révolution française, par le Cousin Jacques (3 Bände, Paris 1799–1800). Mehr nicht erschienen, da das von der Pliozei als reaktionär eingestufte Werk verboten wurde.[1]